# Bodo-Garo jezici
Bodo-Garo jezici, skupina sinotibetskih jezika koja čini dio šire skupine konyak-bodo-garo. Obuhvaća petnaest jezika podijeljenih u tri podskupine, to su bodo sa (9) jezika; garo sa (2) jezika; i koch sa (4) jezika.
Rašireni su na području Indije i Bangladeša. Najvažniji jezici dali su i ime skupini, to su bodo s 1.543.300 i garo s 900.000 govornika.

## Vanjske poveznice
- Ethnologue (14th)
- Ethnologue (15th)